# Filipinas en los Juegos Paralímpicos de Río de Janeiro 2016
Filipinas estuvo representada en los Juegos Paralímpicos de Río de Janeiro 2016 por cinco deportistas, tres hombres y dos mujeres.

## Medallistas
El equipo paralímpico filipino obtuvo las siguientes medallas:
| Nombre           | Deporte       | Evento                |
| ---------------- | ------------- | --------------------- |
| Oro              |               |                       |
| —                |               |                       |
| Plata            |               |                       |
| —                |               |                       |
| Bronce           |               |                       |
| Josephine Medina | Tenis de mesa | Individual 8 femenino |